# Žiri (plaats)
Žiri is een plaats in Slovenië en maakt deel uit van de gemeente Žiri in de NUTS-3-regio Gorenjska. De plaats telde 3.657 inwoners op 1 januari 2020.